# Wadowice
Wadowice é um município da Polônia, na voivodia da Pequena Polônia e no condado de Wadowice. Estende-se por uma área de 10,54 km², com 18 774 habitantes, segundo os censos de 2019, com uma densidade de 1781 hab/km². É conhecido por ser o local de nascimento de Karol Wojtyła, futuro Papa João Paulo II.